# マックス・ヴォルフ
マックス・ヴォルフ（Max Wolf、1863年6月21日 – 1932年10月3日）は、ドイツの天文学者で、写真を使った天文学のパイオニアである。本名マクシミリアン・フランツ・ヨーゼフ・コルネリウス・ヴォルフ（Maximilian Franz Joseph Cornelius Wolf）。

## 生涯
ハイデルベルクに生まれた。1888年、ハイデルベルク大学で博士号を取り、同大学で研究した。1891年に小惑星 (323) ブルーシアを発見したのを皮切りに、ハイデルベルクで248個の小惑星を発見した。ヴォルフは従来の肉眼による小惑星の探索に代わって、天体写真を使った小惑星の探索を行った。この方法によって発見される小惑星は急激に増加した。
ヴォルフの発見した小惑星には、最初に発見されたトロヤ群の (588) アキレス、(490) ヴェリタス、(877) アリンダなどがある。248個目の発見を行ったすぐ後の1933年に小惑星の発見数はヴォルフの弟子のカール・ラインムートに抜かれることになった。
いくつかの彗星も発見し、その中には14P/ヴォルフ彗星と43P/ヴォルフ・ハリントン彗星があり、SN 1895A、SN 1909A、SN 1920A、SN 1926A の4個の超新星の発見者または共同発見者となった。
太陽系に近い星の1つである赤色矮星ウォルフ359の発見者でもある。1910年にカール・ツァイス社にプラネタリウムの製作を提案し、第一次世界大戦を挟んで1923年に最初のプラネタリウムは完成した。
1914年に王立天文学会ゴールドメダルを受賞し、1930年にはヴォルフが最初に発見した小惑星ブルーシアの命名の由来となったキャサリン・ブルースの基金で設けられたブルース・メダルを受賞した。1932年にハイデルベルクで死去。
功績を称え、月のクレーター（ヴォルフクレーター）、小惑星（827）ヴォルフィアナは、ヴォルフの名から命名されている。

## 受賞・叙勲など
賞
- ジュール・ジャンサン賞（1912年）
- 王立天文学会ゴールドメダル（1914年）
- ブルース・メダル（1930年）

命名
- 月のクレーター：ヴォルフクレーター
- 小惑星 (827) ヴォルフィアナ